# The Adversary (Westworld)
The Adversary es el sexto episodio de la primera temporada de la serie de suspenso y ciencia ficción de HBO, Westworld. El episodio salió al aire el 6 de noviembre de 2016.

## Producción
"The Adversary" fue escrito por Halley Gross y el cocreador de la serie Jonathan Nolan, y fue dirigido por Frederick E.O Toye, que trabajó con Nolan en su serie de televisión anterior, Person of Interest.
Este episodio presenta una versión exclusiva de "Motion Picture Soundtrack", no por el compositor habitual Ramin Djawadi, sino por Vitamin String Quarest.

## Recepción

### Audiencias
"The Adversary" fue visto por 1.64 millones de personas durante su primera emisión en Estados Unidos.

### Respuesta crítica
El episodio recibió una crítica positiva por parte de los críticos. Actualmente tiene una puntuación del 87% en Rotten Tomatoes y un promedio de 8.6/10, basado en 23 comentarios. El consenso del sitio dice: "'The Adversary' cambia su enfoque a Maeve con una de las secuencias más inquietantes y conmovedoras de Westworld, y un episodio que equilibra el desarrollo del personaje frente al continuo avance de numerosas historias".
Eric Goldman, de IGN, revisó el episodio de manera positiva y dijo: "Thandie Newton ha hecho un trabajo fantástico durante toda la temporada, pero este episodio fue un verdadero sobresaliente para ella, ya que jugó con Maeve con mucha experiencia". Le dio una puntuación de 8.8/10. Scott Tobias, de The New York Times, escribió en su reseña del episodio: "Westworld ha sido arrojado a la misma canasta de TV-MA que HBO muestra como Game of Thrones, True Detective y Roma, que han traído algunas críticas por apelar fuertemente a los hombre libidinosos. La diferencia es que en Westworld ha sido, desde el principío, 'la primera imagen del programa, estudiadamente anti-erótica, a pesar de una premisa cuyo sujetos humanos se complacen con el deseo de tener sexo y violencia sin consecuencias. Si la orgía te aburría, eso no es un error por parte de los cineastas'". Zack Handlen de The A.V Club escribió en su crítica: "'The Adversary' va a un largo camino hacia la reconstrucción de la fe que perdí en las semanas anteriores. Y lo hace enfocándose en la necesidad del personaje tanto como en el misterio". Dio al episodio un A-.
Liz Shannon MIller, de IndieWire, escribió en su reseña: "Hay algunas secuencias geniales en este episodio, y si no estuviéramos compitiendo por Thandie Newtown en la categoría de Mejor Actriz de Reparto en los Emmy del próximo año, seguro que ahora estamos". Ella le dio al episodio un B+. James Hibberd, de Entertainment Weekly, escribió en su crítica: "Esta es una razón por la que amo Westworld. Creemos que este programa es sobre Al. Y lo es, hasta cierto punto. Pero lo sorprendente es cómo la difícil situación de los anfitriones nos puede dar una nueva perspectiva sobre lo que significa ser humano". Le dio al episodio un A-.